# Lotus Center
Lotus Center este un centru comercial în Oradea, România, deschis în 2002, ce cuprinde un hipermarket Carrefour, magazine precum Media Galaxy Arhivat în 28 martie 2020, la Wayback Machine., C&A, H&M, Zara, Bershka, Pull&Bear, Stradivarius, New Yorker, Pepco, Takko, Hervis, Benvenuti, CCC, Deichman, dm, Douglas, Diverta, Cărturești și un cinematograf Cinema Palace (anterior Hollywood Multiplex). Centrul are o suprafață închiriabilă de 40.000 metri pătrați.
Astfel în 2006 au început lucrările pentru extinderea magazinului și reconstruirea parcării.